# Capitão de corveta
Capitão de corveta (pré-AO 1990: capitão-de-corveta) é o primeiro posto de oficial superior nas forças navais de vários países. Este posto existe, nomeadamente, nas marinhas do Brasil, Alemanha, França, Espanha, Itália e, na maioria, dos países da América Latina. Nestes países, este posto corresponde a major do exército ou da força aérea.
O posto de capitão de corveta é equivalente ao de capitão-tenente na Marinha Portuguesa e ao de Lieutenant-commander (tenente-comandante) nos países de língua inglesa.
A designação "capitão de corveta" deve-se ao fato de, teoricamente, ser função do posto o exercício do comando de uma corveta. 

## Distintivos e insígnias de capitão de corveta

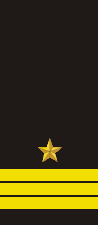
Marinha Alemã (Korvettenkapitän)
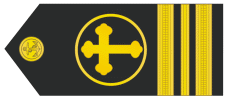
Marinha do Brasil (Capitão de corveta)
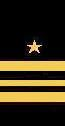
Marinha do Chile (Capitan de corbeta)
Marinha Francesa (Capitaine de corvette)
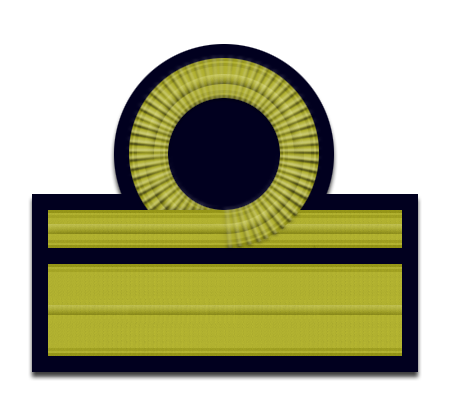
Marinha Italiana (Capitano di corvetta)

## Uso em vários países

### Angola
Na Marinha de Guerra Angolana existe, desde 2006, o posto de capitão de corveta, correspondendo ao de major dos outros ramos das Forças Armadas. Hierarquicamente, o posto de capitão de corveta situa-se entre os postos de tenente de navio e de capitão de fragata.

### Brasil
Na Marinha do Brasil o posto de capitão de corveta é o primeiro de oficial superior, correspondendo a major nas outras forças. É imediatamente inferior a capitão de fragata e superior ao de capitão-tenente.
O posto não existia antes da implantação da República. Até então a Marinha do Brasil seguia o modelo português, onde o posto naval equivalente a major se designava "capitão-tenente". Depois da introdução do posto de capitão de corveta na Marinha, o posto de capitão-tenente passou a corresponder ao de capitão no Exército.